# Isaac Barrow
Isaac Barrow (ur. październik 1630 w Londynie, zm. 4 maja 1677 tamże) – angielski matematyk i teolog. Profesor uniwersytetu w Cambridge (absolwent, wykładowca i rektor Trinity College na Uniwersytecie Cambridge) oraz duchowny anglikański.
Barrow podał związek między styczną do krzywej a polem pod tą krzywą. Prawdopodobnie był on pierwszym matematykiem, który odkrył podstawowe twierdzenie rachunku całkowego. Jego dokonania w tej dziedzinie rozwinął uczeń Barrowa Isaac Newton, tworząc rachunek różniczkowy i całkowy. W 1669 roku zrzekł się stanowiska Lucasian Professor of Mathematics na rzecz swojego ucznia Isaaca Newtona.